# Variations pour orchestre (Schönberg)
Pour les articles homonymes, voir Variations pour orchestre.
Les Variations pour orchestre (allemand Variationen für Orchestrer) opus 31 sont un cycle de neuf variations sur un thème original avec introduction et finale d'Arnold Schönberg. Composées entre 1926 et 1928, elles sont créées le 2 décembre 1928 par l'Orchestre philharmonique de Berlin dirigé par Wilhelm Furtwängler.

## Structure
- Mässig ruhig (33 mesures) - thème suivi de 9 variations : molto moderato (24 mesures)

1. Moderato (24 mesures)
2. Langsam « lent » (24 mesures)
3. Mässig « modéré » (24 mesures)
4. Walzertempo «valse» (48 mesures)
5. Bewegt « animé » 24 mesures)
6. Andante (36 mesures)
7. Langsam « lent » (24 mesures)
8. Sehr rasch « très vite » (24 mesures)
9. Etwas langsamer « un peu plus lent » (24 mesures)

- Finale : Mässig schnell, grazioso, presto, adagio, presto (211 mesures).

## Discographie sélective
- l'Orchestre philharmonique de Berlin dirigé par Herbert von Karajan DG
- l'Orchestre symphonique de la BBC dirigé par Pierre Boulez CBS

## Source
- François-René Tranchefort, Guide de la musique symphonique - éd.Fayard 1986, p.685